# Hausstock
El Hausstock es una montaña suiza de los Alpes de Glaris, con una altitud de 3158 m, en la frontera entre los cantones de Glaris y los Grisones. Domina los valles de los ríos Linth y Sernf en Glaris y el valle del río Vorderrhein en los Grisones. El Hausstock fue el lugar donde se retiró en 1799 el ejército ruso al mando del general Aleksandr Suvórov. Destino muy conocido ya en el siglo XIX por los alpinistas británicos y estadounidenses, la montaña sigue siendo popular entre alpinistas y esquiadores.

## Geografía y geología
El Hausstock domina los valles de los ríos Linth y Sernf en Glarus, y el valle del río Vorderrhein en Graubünden. Los asentamientos más cercanos son los pueblos de Linthal (en el valle de Linth), Elm (en el valle de Sernf) y Pigniu (en las laderas del valle de Vorderrhein). Administrativamente, la montaña se encuentra en los municipios de Glarus Süd, Ilanz/Glion y Andiast.
El paso de Richetli, al norte de la montaña, conecta los pueblos de Elm y Linthal, alcanzando una altitud de 2261 m y separando el Hausstock de la montaña Kärpf. El paso de Panix, situado al sureste, conecta los pueblos de Elm y Pigniu y alcanza una altitud de 2404 m. En ambos pasos sólo hay rutas de senderismo de difícil acceso, aunque el paso de Richetli forma parte de la ruta de los Pasos Alpinos, una ruta de senderismo de larga distancia que atraviesa Suiza entre Sargans y Montreux.
El Hausstock está conectado con la cumbre del Ruchi al suroeste por una cresta de 2 km de longitud. 
Como el resto de la formación nummulítica de los altos Alpes de Glaris, el Hausstock contiene arenisca negra de grano fino. La montaña forma parte del empuje de Glarus, una importante falla de empuje; la capa superior está formada por formaciones de Verrucano, de 250-300 Ma de antigüedad, sobre tiza, de 100-150 Ma, y flysch, de 35-50 Ma. En 2008, el cabalgamiento fue declarado geotopo, patrimonio geológico mundial de la UNESCO, con el nombre de Arena Tectónica Suiza Sardona. El empuje de Glarus puede verse claramente en la montaña a unos 2950 m.

## Historia
En octubre de 1799, el general ruso Alexander Suvorov hizo una retirada estratégica de las fuerzas revolucionarias francesas en Italia sobre el paso de Panix. El evento se menciona con frecuencia en las guías de montaña británicas del siglo XIX, lo que agrega interés a la montaña y aún atrae turistas a la zona. Una placa en Paxis conmemora el evento. Hoy en día, todavía hay presencia militar: el ejército suizo mantiene un campo de tiro para tanques; el ejército "incluso utiliza lanzadores de minas para apuntar al glaciar en los flancos superiores de la montaña Hausstock de 3.000 metros de altura".
En la actualidad, el Hausstock es una popular estación de deportes de invierno, a la que se accede a través del pueblo de Elm con un sistema de remontes instalado a principios de la década de 2000. Se dice que el recorrido de esquí de Hausstock es «increíble.... largo y variado, con una gratificante vista desde la cima».